# Agordat
Agordat er en by i det centrale Eritrea med et indbyggertal (pr. 2005) på cirka 30.000. Byen ligger på bredden af Barkafloden og er en vigtig handelsby i landet.